# トヨクモ
トヨクモ株式会社（英: TOYOKUMO, Inc.）は、スマートフォン、タブレットに向けたクラウドサービスを開発・提供しているSaaS企業である。2019年に社名をサイボウズスタートアップス株式会社からトヨクモ株式会社に変更した。

## 概要
2010年8月グローバル市場でのサービス提供を目指し、サイボウズから分社化。
2011年東日本大震災によって国内のクラウド事業に注力することに転換。以降、国内事業に専念する。
2014年、MBOを実施しサイボウズから独立した。
2019年にサイボウズスタートアップスから現行のトヨクモに社名を変更。
東日本大震災以降に開発した安否確認サービス及びサイボウズ社のkintoneに連携するkintone連携サービスを軸にしたサブスク型の堅実なビジネスで順調に売上を伸ばし、2020年に東証マザーズに上場を果たした。
2024年1月の能登半島地震後、被災地4県の企業に安否確認サービスを無償提供された。

## これまでのリリース内容
- 2011年12月 - 安否確認サービスリリース
- 2012年 2月 - 営業報告サービスリリース
- 2012年 3月 - ToDousリリース
- 2012年 7月 - フォームクリエイターリリース
- 2012年 9月 - 面接支援サービスリリース
- 2013年 1月 - BYODサービスリリース
- 2013年 5月 - 専用端末化サービスリリース
- 2013年 12月 - Cloudumリリース
- 2014年 4月 - プリントクリエイターリリース
- 2014年 6月 - デジタルサイネージサービスリリース
- 2014年 9月 - kViewerリリース
- 2014年 11月 - kBackupリリース
- 2016年 3月 - タイムスタンプ for kintoneリリース
- 2017年 4月 - 安否確認サービス2リリース
- 2017年 7月 - フォームブリッジリリース
- 2018年 1月 - kMailerリリース
- 2020年 3月 - サイボウズkintone連携サービス「データコレクト」をリリース

## 製品・サービス
- 安否確認サービス
  - 地震速報と連動の安否確認システム
- フォームクリエイター
  - Webフォームが誰でも作れるフォームクリエイター
- プリントクリエイター
  - 「kintone」と連携した、簡単で安価な帳票出力サービス
- kViewer
  - 「サイボウズ kintone」 の情報を外部に公開するためのサービス
- kBackup
  - 「サイボウズ kintone」 のデータを外部に保存するサービス
- 面接支援サービス
  - 人材採用活動のための面接支援サービス

## 関連企業
- サイボウズ株式会社
- サイボウズ・ラボ株式会社
- Cybozu Vietnam Co., Ltd.（サイボウズベトナム）